# فمینیسم اصلاح نژادی

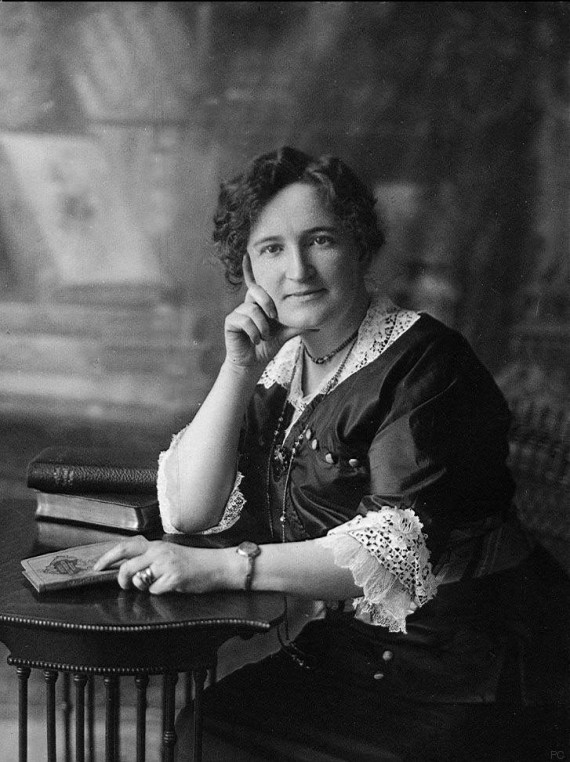
نلی مک‌کلانگ، مدافع حق رأی و نماینده مجلس قانون‌گذاری در آلبرتای کانادا، از سیاست‌های فمینیستی اصلاح نژادی حمایت می‌کرد.

فمینیسم اصلاح نژادی یا یوژنیک فمینیسم (به انگلیسی: Eugenic feminism)، جزئی از جنبش حق رأی زنان بود که با اصلاح نژادی هم‌پوشانی داشت. این اصطلاح توسط کالب سالیبی اصلاح نژاد‍ شناس ابداع شد، و از آن زمان برای خلاصه کردن نظرات برخی از فمینیست‌های برجسته ایالات متحده استفاده می‌شود. فمینیسم اصلاح نژادی در اواخر دهه ۱۸۰۰ شروع به آغاز کرد و در دهه ۱۹۳۰، همراه با کاهش حمایت از خود اصلاح نژادی، کم‌رنگ شد. فمینیست های اصلاح نژاد استدلال می کردند که اگر زنان از حقوق و برابری بیشتری برخوردار شوند، می توان از ویژگی های رو به زوال یک نژاد جلوگیری کرد. آنها خواهان برابری جنسیتی بودند و برای ایجاد یک نژاد برتر بر قانون اصلاح نژاد و علم فشار آوردند تا به مصالحه برسند و دیدگاه های خود را برآورده کنند.

## تاریخچه
زمانی که فرانسیس گالتون اصلاح نژادی را تدوین کرد، زنان را به‌عنوان مجرای صرف برای انتقال صفات مطلوب از پدر به پسر دید. اصلاح‌طلبان بعدی، زنان را در نقش فعال‌تری دیدند و تأکید فزاینده‌ای بر زنان به‌عنوان «مادر نژاد» داشتند. تحقیقات جدید در علم وراثت و مطالعات تولید مثل، فرزندپروری و زادآوری انسان منجر به تغییراتی در تفکر اصلاح نژادی شد، که شروع به درک اهمیت زنان در آن بخش‌های چرخه زندگی انسان کرد. این تغییر در تأکید، در نهایت منجر به این شد که کالب سالیبی، اصطلاح فمینیسم اصلاح نژادی را در کتاب خود زن و زنانگی: جستجوی اصول (۱۹۱۱) ابداع کرد. سلیبی نوشت:
مشخصه صفحات بعدی این است که آن‌ها اصل چیزی را که می‌توانیم فمینیسم اصلاح‌طلبی بنامیم را در نظر گرفته‌اند، و تلاش می‌کنند تا کارکرد آن را فرموله کنند. کار من این است که خود را با ادبیات اصلاح نژاد و فمینیسم آشنا کنم و می‌دانم که تا کنون اصلاح‌طلبان تمایل به مخالفت با ادعاهای فمینیسم را داشته‌اند.
دورو ابداع سالیبی از فمینیسم اصلاح نژادی را «تا حدی یک استراتژی کلامی فریبنده» توصیف می‌کند که هدف آن « بازگرداندن فعالان حقوق زنان طبقه متوسط به خانه و وظیفه‌شان» بود.
در دهه ۱۹۳۰، فمینیسم اصلاح نژادی شروع به افول کرد، زیرا فمینیست‌های اصلاح‌طلب شروع به درگیری با اصلاح‌طلبان جریان اصلی کردند و تا حد زیادی نتوانسته بود افکار عمومی را تحت‌تأثیر قرار دهد.